# Première Ligue indienne 2024
Navigation
2023 2025
La 2024 Indian Premier League (également connue sous le nom de IPL 17 et sous la marque Tata IPL 2024) sera la 17e édition de la Indian Premier League , une ligue de franchise Twenty20 cricket en Inde, organisée par le Board of Control for Cricket in India. The tournament will feature ten teams and will be held from 22 March to 26 May 2024.
Les Chennai Super Kings sont les champions en titre, après avoir remporté leur cinquième titre lors de la 2023 saison en battant les Gujarat Titans, devenant ainsi la franchise à succès commun dans l'histoire du tournoi. avec les Mumbai Indians.

## Arrière-plan

### Accueillir le tournoi
Le 14 février 2024, Arun Singh Dhumal, président de la Premier League indienne, a annoncé que le tournoi aurait lieu en Inde. Avant de finaliser le calendrier, la ligue travaillera avec le gouvernement indien et d'autres agences. Dhumal a également mentionné que l'attribution des matches aux États dépendra du calendrier électoral des Élections de Lok Sabha 2024 qui sera publié par la Commission électorale indienne,.
"BCCI is planning to start IPL 2024 from March 22. IPL 2024 schedule will be announced in two halves. The schedule for the first half will be announced and then the schedule for the other half will be announced after the announcement of general election dates (BCCI prévoit de démarrer l'IPL 2024 à partir du 22 mars. Le calendrier de l'IPL 2024 sera annoncé en deux moitiés. Le calendrier de la première moitié sera annoncé, puis celui de l'autre moitié sera annoncé après l'annonce des dates des élections générales)." Arun Dhumal a déclaré à ANI.

### Format
Les équipes sont réparties en deux groupes (A et B) de cinq équipes. Chaque équipe joue deux fois contre les cinq équipes de l'autre groupe (à domicile et à l'extérieur) et une fois contre les quatre équipes de son groupe. Toutes les équipes jouent sept matchs à domicile et sept matchs à l'extérieur. Après la phase de groupes, les quatre meilleures équipes sur la base du total des points se sont qualifiées pour les séries éliminatoires. Dans cette étape, les deux meilleures équipes s'affrontent (dans un match intitulé "Qualifier 1"), tout comme les deux équipes restantes (dans un match intitulé "Eliminator"). Alors que le vainqueur du Qualifier 1 s'est directement qualifié pour le match final, l'équipe perdante a eu une autre chance de se qualifier pour le match final en affrontant l'équipe gagnante du match Eliminator ; ce match est intitulé Qualifier 2. Le vainqueur de ce match de qualification 2 ultérieur est passé au match final. L'équipe qui a remporté le match final a été couronnée vainqueur de la Indian Premier League.

### Nouvelles règles
Les quilleurs peuvent désormais jouer avec deux videurs par over, comme cela a été testé lors du tournoi national indien T20, le Trophée Syed Mushtaq Ali 2023-2024.

### Calendrier
L'horaire de cette saison a été annoncé le 22 février 2024, à 17 heures. Selon le président de l'IPL, Arun Singh Dhumal, le calendrier de cette saison sera annoncé en plusieurs phases en raison de l'élection de Lok Sabha en 2024. La première annonce comprend le calendrier des 17 premiers jours, composés de 21 matches. Le match d'ouverture du tournoi se jouera le 22 mars 2024 au stade MA Chidambaram de Chennai entre les champions en titre des Chennai Super Kings et les Royal Challengers Bangalore. Le match final se jouera le 26 mai 2024 

### Droits de parrainage en titre
Le groupe Tata a renouvelé son contrat en tant que sponsor en titre de la Premier League indienne pour un mandat de 5 ans (2024-28) pour ₹crores ₹  – le montant de parrainage le plus élevé jamais enregistré dans l’histoire de la ligue. Le groupe TATA détenait auparavant les droits de parrainage en titre pour l'IPL en 2022 et 2023.

### Diffusion
Star Sports sera le diffuseur TV cette saison tandis que Jio Cinema sera le diffuseur numérique.

### Cérémonie d'ouverture
Kasi Viswanathan, le PDG de la franchise Chennai Super Kings, a révélé à Cricbuzz que l'IPL avait prévu une cérémonie d'ouverture avant le match. Chennai a le privilège d'accueillir l'événement inaugural en étant champion en titre.

## Équipes participantes
Les mêmes 10 équipes[Lesquelles ?] de la saison précédente sont de retour avec quelques changements dans le personnel de l'équipe.

## Changements de personnel

### Enchères de joueurs
- Les dix franchises ont retenu un total de 173 joueurs pour la saison IPL 2024 avant de se lancer dans la vente aux enchères. Sept joueurs ont été échangés entre équipes avant la vente aux enchères[9].
- Le 11 décembre, le Conseil de l'IPL a publié une liste de 333 joueurs, dont 214 indiens et 119 étrangers[10].
- La vente aux enchères IPL a eu lieu pour la première fois en dehors de l'Inde. Il s'est tenu à la Coca-Cola Arena, Dubaï, Émirats arabes unis, le 19 décembre 2023 [11]
- 72 joueurs ont été vendus lors de la vente aux enchères IPL 2024 en dépensant la somme énorme de Rs 230 crore pour les joueurs, dont 30 joueurs étrangers[12].
- Mitchell Starc est devenu le joueur le plus cher de l'histoire de l'IPL lorsqu'il a été acheté par Kolkata Knight Riders pour ₹crores ₹  dépassant à la fois Pat Cummins qui a été acheté par Sunrisers Hyderabad pour ₹ 20,50 crore  (2,4 millions de dollars) lors de la même vente aux enchères et Sam Curran qui a été acheté pour 18,50 crores ₹ par les Punjab Kings lors des enchères de 2023[13].
- Des joueurs éminents comme Steve Smith, Michael Bracewell, Josh Hazlewood et Josh Inglis sont restés invendus.

### Changements d'équipe

#### Accompagner les changements de personnel
- Gautam Gambhir a été nommé mentor des Kolkata Knight Riders[14].
- Justin Langer a remplacé Andy Flower en tant qu'entraîneur-chef des Super Giants de Lucknow[15].
- Sanjay Bangar a été nommé par les Punjab Kings au poste de responsable du développement du cricket[16].
- Andy Flower a remplacé Sanjay Bangar en tant qu'entraîneur-chef des Royal Challengers Bangalore[17].
- Daniel Vettori a remplacé Brian Lara en tant qu'entraîneur-chef des Sunrisers Hyderabad[18].

#### Changements de capitainerie
- Shubman Gill est nommé capitaine des Titans du Gujarat après que leur ancien capitaine, Hardik Pandya, ait été échangé aux Indiens de Mumbai[19].
- Shreyas Iyer reviendra en tant que capitaine des Kolkata Knight Riders après avoir raté l'année dernière en raison d'une blessure au dos, en remplacement de Nitish Rana qui occupera le poste de vice-capitaine[20].
- Rohit Sharma est remplacé par Hardik Pandya en tant que capitaine des Indiens de Mumbai[21].
- Rishabh Pant devrait revenir au poste de capitaine après avoir raté l'année dernière en raison de blessures graves subies dans un accident de voiture, en remplacement de David Warner qui a remplacé le capitaine des Capitals de Delhi pour la saison 2023[22].

## Lieux
La phase de championnat se jouera dans 12 stades en Inde. Les Capitals de Delhi disputeront leurs deux premiers matchs à domicile au stade de cricket ACA-VDCA, en raison de l'indisponibilité du stade Arun Jaitley immédiatement après avoir accueilli la Premier League féminine 2024. Le match d'ouverture se jouera au stade MA Chidambaram, à Chennai.

## Étape de la Ligue

### Calendrier et résultats
Le calendrier des 17 premiers jours et 21 matchs de cette saison a été publié par le Conseil de contrôle du cricket en Inde le 22 février 2024 